# Lee Young-pyo
Lee Young-pyo (* 23. April 1977 in Hongcheon, Südkorea) ist ein ehemaliger südkoreanischer Fußball-Nationalspieler. Er spielte unter anderem für den PSV Eindhoven und Borussia Dortmund.

## Karriere
Lee Young-pyo studierte an der Konkuk-Universität und unterschrieb seinen ersten Profivertrag beim K-League-Klub Anyang LG Cheetahs, wo er bis zum Sommer 2002 unter Vertrag stand.
Nach der Fußball-WM 2002 in Korea / Japan folgte er gemeinsam mit seinem Nationalmannschaftskollegen Park Ji-sung dem ehemaligen Nationalmannschaftstrainer Südkoreas Guus Hiddink nach Eindhoven, der dort das Traineramt übernahm. Bei der PSV Eindhoven absolvierten er und Park zwei erfolgreiche Spielzeiten, in denen sie im Jahr 2003 den niederländischen Meistertitel und im Jahr 2005 das Double errangen. International erreichten sie im Jahr 2005 in der Champions League das Halbfinale (die PSV schied knapp gegen den AC Mailand aus). In diesen zwei Jahren avancierten beide Koreaner zu festen Größen im Team der PSV und im niederländischen Fußball.
Im August 2005 unterschrieb er einen Vertrag beim englischen Erstligisten Tottenham Hotspur, dessen Trainer Martin Jol der Überzeugung war, dass Lee Young-pyo der beste linke Verteidiger in der niederländischen Ehrendivion und einen der besten Linksverteidiger in Europa sei. Die Ablöse soll bei 2 Millionen ₤ gelegen haben. Für Tottenham erwies sich Lee sogleich als eine Verstärkung für das Team. Gemeinsam mit dem holländischen Profi Edgar Davids bildete er ein gefährliches Paar auf der linken Seite.
Lee Young-pyo war für seine starken Konditionswerte, seine technische Fähigkeiten am Ball sowie seinen Langmut bekannt.
Am 27. August 2008 wurde er als Neuverpflichtung von Borussia Dortmund vorgestellt. Er unterschrieb einen Ein-Jahres-Vertrag bis zum 30. Juni 2009 und ersetzte bei der Borussia den verletzten Dedê auf der linken Abwehrseite. Die Ablöse lag laut BVB-Manager Michael Zorc „ziemlich genau im sechstelligen Bereich“. Im Dezember 2008 wurde vom Verein eine Verlängerung des Vertrages angekündigt, die aber tatsächlich nie stattfand. Anfang Juli 2009 verließ Lee nach sechs Jahren Europa und ging zurück nach Asien; er unterzeichnete in Saudi-Arabien bei Al Hilal. In Riad konnte er zweimal den Saudi Crown Prince Cup gewinnen, ehe er 2011 seine aktive Fußballkarriere beendete.
Im Dezember 2011 entschied sich Lee Young-pyo jedoch seine aktive Karriere wieder fortzusetzen und ging nach Nordamerika, wo er einen Zweijahresvertrag bis zum 31. Dezember 2013 beim kanadischen MLS-Klub Vancouver Whitecaps unterschrieb.

### Nationalmannschaft
In der koreanischen Nationalmannschaft debütierte Lee im Juni 1999 gegen Mexiko. Insgesamt absolvierte er über 100 Länderspiele, davon 5 während der WM-Endrunde 2002 in Korea / Japan und 3 weitere während der WM-Endrunde 2006 in Deutschland. Nach dem Spiel um Platz 3 bei den Asienmeisterschaften in Katar gab er – wie auch Park Ji-sung – sein sofortiges Karriereende in der Nationalmannschaft bekannt.

### Erfolge
- 3× WM-Teilnehmer: 2002, 2006, 2010
- 1× WM-Vierter: Südkorea/Japan 2002
- 1× Koreanischer Fußballmeister: 2000
- 2× Niederländischer Fußballmeister: 2003, 2005
- 1× Niederländischer Pokalsieger: 2005
- 2× Gewinner des Crown Prince Cup (Saudi-Arabien): 2010, 2011